# Yagódy
Gli Yagódy (in ucraino Ягóди?, Jahódy) sono un gruppo musicale e teatrale ucraino di genere world music fondato nel 2016 a Leopoli da Zorjana Dybovs'ka.

## Storia
La nascita dell'ensemble musicale è stata preceduta da un progetto artistico totalmente differente. Nel 2005, Zorjana Dybovs'ka si è trasferita a Donec'k, dove ha iniziato a lavorare presso il Teatro nazionale accademico ucraino di musica e dramma. È lì che, nel 2010, l'attore Mykola Husejnov ha proposto di creare un gruppo musicale chiamato "Chrušči v Boršči", specializzato in musica tradizionale ucraina. Il gruppo è rimasto in attività per quattro anni, prima di cessare di esistere. La Dybovs'ka ha poi lasciato Donec'k nel 2014 a causa del conflitto russo-ucraino. Da allora, ha avuto l'idea di continuare a promuovere la musica tradizionale ucraina.
La nascita degli Yagódy è avvenuta nel giugno 2016 su iniziativa della Dybovs'ka, che all'epoca era docente di linguaggio scenico presso la Facoltà di Cultura e Arti dell'Università nazionale di Leopoli "Ivan Franko". Gli altri membri della formazione erano studenti della facoltà. Per poter lavorare nel gruppo, gli interpreti hanno imparato a suonare diversi strumenti musicali, sperimentando tra le mura domestiche alla ricerca di repertorio. Nel 2021 hanno pubblicato il loro album di debutto omonimo contenente, tra le varie tracce, brani popolari della tradizione ucraina, bielorussa, bulgara e lemko.
Nel 2024 sono riusciti a qualificarsi per la finale di Vidbir, il processo di selezione decretante il rappresentante ucraino all'Eurovision Song Contest, dove hanno presentato il brano Tsunamia, piazzandosi al quinto posto. L'anno successivo, dopo essere stati scartati durante le audizioni, sono rientrati nella preselezione online organizzata dall'emittente ucraina UA:PBC per selezionare un ulteriore finalista per l'edizione 2025 di Vidbir, dove hanno presentato il brano BramaJa, piazzandosi terzi.

## Formazione
Attuale
- Zorjana Dybovs'ka – voce, percussioni
- Vasylyna Vološyn – voce, djembe
- Tetjana Vojtiv – voce, scacciapensieri, campana tibetana
- Nadija Paraščuk – fisarmonica
- Vadym Vojnovyč – basso
- Teimuraz Gogitidze – batteria
- Vasyl' Paraščuk – cymbaly

## Discografia

### Album in studio
- 2021 – Yagody

### Singoli
- 2024 – Tsunamia
- 2024 – Čornomorec'
- 2025 – BramaJa